# 麓川路
麓川路是元朝时期云南省下辖的一个路，为“金齿六路”之一，是傣族土司政权，位置在今瑞丽市。

## 沿革
至元十三年（1276年），设置麓川路，隶属金齿等处宣抚司。麓川路辖有大布茫（今猛卯三角地）、睒头附赛（今瑞丽西南的弄岛、姐线、顺哈一带）、睒中弹吉（今瑞丽城区一带）、睒尾福禄培（今瑞丽东北的勐刀、弄坎一带）几个部落:222。1281年元缅战争期间，元朝将麓川、平缅、镇西三路合并，设置镇西平缅麓川等路宣抚司，忽必烈赐怯烈虎符，拜其为宣抚司达鲁花赤，兼管军招讨史。元朝放弃征缅后，政府官员对傣族地区只实施间歇式的遥控统治，麓川的行政统治权基本转移到地方土官手中。
麓川首领芳罕可能是首任麓川路总管:30。1330年2月，麓川土官向元廷进贡方物，进贡者可能是芳罕之孙罕静法，元朝于同年9月授其为“麓川路军民总管”，又说为1331年5月。思可法继承麓川君位后，发兵吞并周围各地，并数次与元朝政府爆发战争。1355年，思可法进贡，元朝将麓川路与平缅路合并:868，改设平缅宣慰司。